# Squaw
"Squaw" is in het Amerikaans-Engels een controversiële term voor vrouwen van de indiaanse bevolking van Amerika. Het woord is afgeleid uit de Algonkische taal Narragansett, dat gesproken werd en wordt aan de oostkust van Noord-Amerika. Onder andere in boeken over de inheemse bewoners van Noord-Amerika wordt het woord echter ook wel voor "indiaanse vrouw" in het algemeen gebruikt. De term, die als racistisch en seksistisch wordt beschouwd, wordt sinds de jaren 2010 actief verwijderd uit het dagelijks gebruik, bijvoorbeeld waar het een deel betreft van een woord binnen een specifieke context zoals het Squaw Valley Ski Resort nabij Lake Tahoe, dat in 2021 een nieuwe naam kreeg.
In Amerikaans-Engels komen meer leenwoorden voor uit of afgeleid van het Algonkisch. Denk dan aan woorden als papoose (kind), tomahawk (strijdbijl, letterlijk "mensendoder"), Eskimo (letterlijk "rauwe-viseter") en Mohawk (letterlijk "menseneter", de naburige Irokezen-stam Ganeogaono of Kanienkehaka). Veel van deze woorden zijn echter uit hun context gerukt en worden denigrerend gebruikt door niet-natives. Vaak is het gebruik dus afgeraden. 